# Zalakomár
Zalakomár is een plaats (község) en gemeente in het Hongaarse comitaat Zala. Zalakomár telt 3183 inwoners (2006).